# 鈣板金藻

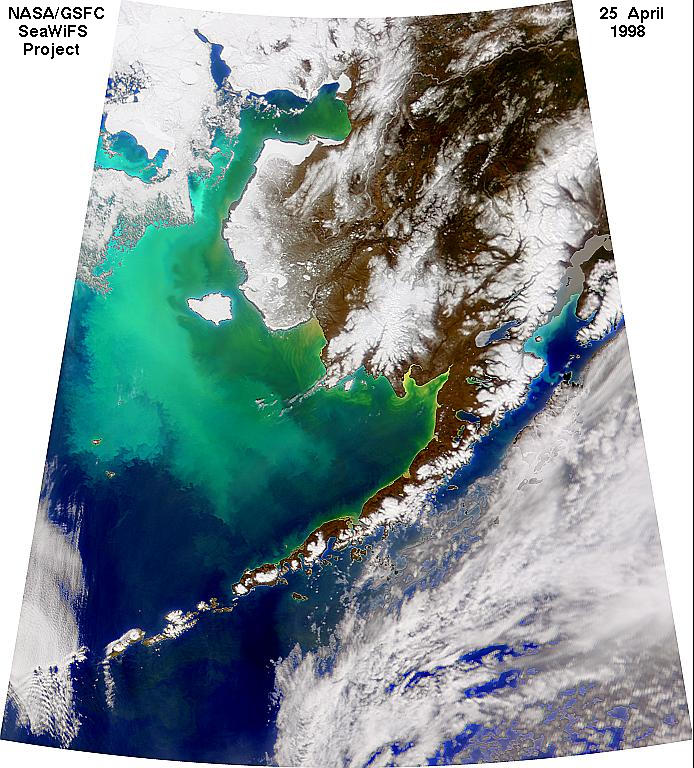
1998年的衛星照片，鈣板金藻遍及白令海

鈣板金藻（coccolithophores）又名球石藻、颗石藻，屬於定鞭藻門（Haptophyta）、钙板金藻科、钙板金藻属（Gephyrocapsa，也称桥石藻属），是海洋中的一種單細胞藻類，廣泛分布於海洋中。
鈣板金藻是真核微藻，人類肉眼無法辨識。鈣板金藻的細胞壁外會產生二甲基硫（DMS）的化學物質，最後形成鹽類逸散到空氣中，變成雲層的凝結核，使雲量增加，反射陽光，可以減緩溫室效應，對地球有非常重要的貢獻。

## 化石
钙板金藻和硅鞭金藻等死亡后，會沉積在海底，有的形成化石，有的形成颗石虫软泥。是鑑定地质年代重要依据。死亡的钙板金藻外層有碳酸鈣質，看似美麗的外骸。

## 下属物种
鈣板金藻属包括以下物种：
- 艾氏桥石藻 Gephyrocapsa ericsonii McIntire & Bé, 1967
- 大洋桥石藻 Gephyrocapsa oceanica Kamptner, 1943
- Gephyrocapsa ornata Heimdal

## 外部連結
- Cocco Express — Coccolithophorids Expressed Sequence Tags (EST) & Microarray Database
- University of California, Berkeley.  Museum of Paleontology:  "Introduction to the Prymnesiophyta".
- The Paleontology Portal:  Calcareous Nanoplankton （页面存档备份，存于）
- What is a Coccolithophore?
- Emiliania huxleyi Home Page （页面存档备份，存于）
- BOOM — Biodiversity of Open Ocean Microcalcifiers
- INA — International Nannoplankton Association （页面存档备份，存于）
- Nannotax （页面存档备份，存于） – illustrated guide to Neogene coccolithophores and other nannofossils.